# Goito
Goito är en ort och kommun i provinsen Mantua i regionen Lombardiet i Italien. Kommunen hade 10 191 invånare (2018).